# Lud (postać biblijna)
Lud (hebr. לוּדֿ) − według Biblii syn Sema (a wnuk Noego), brat Elama, Assura, Arfachsada i Arama, (Rdz 10, 22). W apokryficznej Księdze Jubileuszów, opisującej m.in. podział świata między potomków Noego, Lud otrzymuje Azję Mniejszą. Zgodnie z tradycją przekazaną przez arabskiego historyka Muhammada Ibn Ishaka Ibn Jasara za pośrednictwem At-Tabariego, Lud poślubił córkę Jafeta i jest przodkiem Persów.